# بنو القين
 بنو القين (بلقين ) قبيلة من القبائل العربية التي كانت ناشطة بين الحقبة الرومانية المبكرة في الشرق الأدنى حتى العصر الإسلامي المبكر (القرنين السابع والثامن الميلادي)، حيث يظهرون في السجل التاريخي المذكور. 

## أصول
بنو ‌القَيْن بن جَسْر. واسمُ القَين: النُّعمان بن جسر بن شيع اللات بن أسد ابن وبرة بن تغلب بن حلوان بن عمران بن الحافى بن قضاعة.
وفقًا لعلم الأنساب العربي التقليدي، يعود نسب قيبلة بني القين إلى النعمان بن جاسر، الذي كان يعرف باسم القين (الحدادة الحديدية). ومع ذلك  وفقا لجميع المؤشرات التاريخية، كانت القبيلة بدوية بدقة ولم يشارك رجال القبائل في الأعمال المعدنية. شكل بنو القين جزءًا من قبيلة قضاعة الأكبر، وهو اتحاد قبلي كبير.

## التاريخ
وفقًا للمؤرخ عرفان شهيد، "من شبه المؤكد" أن يكون بنو القين، جنبًا إلى جنب مع قبائل جذام وعاملة، "بمثابة وحدات عسكرية في الفترة الرومانية، ويشكلون جزءًا من الكونفدرالية النبطية ". علاوة على ذلك، يقول شهيد إن بنو القين يعود تاريخهم إلى الحقبة التوراتية و "يمثل [خيط] الاستمرارية الإثنوغرافية في المنطقة، ويمتد من التوراة إلى البيزنطية إلى الأزمنة العربية الإسلامية". في القرن الرابع الميلادي، كانت أماكن سكن القبيلة هو شرق الأردن وكانت بمثابة  (اتحاد) يتبع للإمبراطورية البيزنطية. كانوا من بين الوحدات العربية، بما في ذلك بنو كلب وجذام وبلي ولخم، الذين حاربوا العرب المسلمين في معركة مؤتة عام 629. ومع ذلك، كان جزء على الأقل من "بنو القين" على علاقة ودية مع المسلمين لأن المسلمين كانوا يريدون  الحصول على مساعدة من "بني القين" خلال " معركة السلاسل" في نفس السنة.  يظهرون مرة أخرى يقاتلون من أجل البيزنطيين ضد المسلمين في معارك اليرموك وفحل، ولكن الجزء الأكير منهم كان قد انحاز للمسلمين قبل ذلك مثل باقي قبائل الشام.
تحولت معظم القبيلة إلى الإسلام بعد الفتح الإسلامي للشام، والذي انتهى في عام 638 م. لقد أيد بنو القين، إلى جانب قبائل قضاعة الأخرى، مثل بنو كلب، مروان في محاولة الأخير ليصبح الخليفة خلال الحرب الأهلية الإسلامية الثانية. أثناء نزاع إقليمي بين بني القين وبني كلب على وادي سرحان، حكم ابن مروان وخلفه عبد الملك لصالح كلب. أخذت نحو ست مئة من رجال القبائل آل القين بكونهم جزءا في الحملة الأموية  ضد الخوارج  المتمردين في 737. وفقًا للمؤرخ دبليو مونتغمري وات، فإن «آخر ما يُسمع» عن بنو القين كان في عام 792، أثناء العصر العباسي، عندما شاركوا في قتال بين القبائل في دمشق.